# Hrvoje Turković
Hrvoje Turković (Zagreb, 4. studenoga 1943.) je hrvatski filmski teoretičar, kritičar i sveučilišni profesor. Napisao je više od 10 knjiga i preko 700 članaka o filmu. Jedan je od najcjenjenijih hrvatskih filmskih teoretičara, čija je uloga nezaobilazna u razvoju hrvatske filmologije, filmske kulture i filmske kritike. Suprug je filmske i televizijske redateljice Snježane Tribuson.

## Životopis
Rođen 4. studenog 1943. u Zagrebu. Dio djetinjstva proveo u Kraljevici i Crikvenici, nakon toga živi u Zagrebu. Tijekom 70-ih radio je kao inokorespondent u poduzeću Sljeme, urednik kulture u Studentskom listu, konzultant u knjižari inozemnih knjiga Mladost i voditelj MM centra Studentskog centra, a od 1977. radi na Akademiji dramske umjetnosti u Zagrebu do umirovljenja 2009. godine. Bio je urednik (Polet, Studentski list, Film, Hrvatski filmski ljetopis...) te suradnik brojnih kulturnih i filmskih časopisa (Kinoteka, Vijenac, Zapis, Filmske sveske, Moveast i dr.). Bio je prvi predsjednik Hrvatskog društva filmskih kritičara, član Vijeća Animafesta i Kulturnog vijeća za film te predsjednik Upravnog vijeća Zagreb filma. Bio je član Upravnog odbora HAVC-a i predsjednik Hrvatskog filmskog saveza, odgovorni je urednik Hrvatskog filmskog ljetopisa.

## Obrazovanje
Diplomirao je filozofiju i sociologiju na Filozofskom fakultetu u Zagrebu (1972.). Na New York Universityju magistrirao iz filmologije (1976.), na Filozofskom fakultetu doktorirao filmskoteorijskom tezom (1991.).

## Stvaralaštvo
Svojim brojnim knjigama i tekstovima o filmu nametnuo se kao najvažniji kritičar i filmolog u Hrvatskoj. Njegovim kapitalnim djelom smatra se Teorija filma čija su objavljena već tri izdanja. Prvi je u Hrvatskoj uveo metode semiotike te komunikacijske i kognitivne teorije filma u svoj rad, a pristupom pokazuje i utjecaj američke analitičke filozofije. "Posebno se istaknu baveći se ozbiljnim tekstovima o autorskom i o žanrovskom filmu, o problemima televizije kao medija, o filmskoj teoriji
rodova i vrsta te o animaciji, o postmodernom i eksperimentalnom filmu, a veoma je uspješno pisao i filmsko-historiografske te popularizacijske studije" navodi se u obrazloženju nagrade Vladimir Nazor za životni doprinos filmskoj umjetnosti. Godine 2023. je povodom Turkovićevog 80. rođendana u Zagrebu održan znanstveni skup Filmologija, kritika, umjetnost posvećen Turkovićevom znanstvenom i kritičkom stvaralaštvu.

## Djela
- Filmska opredjeljenja, Zagreb, Meandar, 1985.
- Metafilmologija, strukturalizam, semiotika, Zagreb, Filmoteka 16, 1986.
- Razumijevanje filma, Zagreb, GZH, 1988.

- Teorija filma, Zagreb, Meandar, 1994. (2. izd. 2000; 3. izd. Meandarmedija, 2012)
- Umijeće filma, Zagreb, HFS, 1996.

- Suvremeni film, Zagreb, Znanje, 1999.
- Razumijevanje perspektive, Zagreb, Durieux, 2002.
- Hrvatska kinematografija 1991-2002, Zagreb, Ministarstvo kulture RH i HFS, 2003. (s Vjekoslavom Majcenom)
- Film: zabava, žanr, stil, Zagreb, HFS, 2005.
- Narav televizije, Zagreb, Meandar, 2008.
- Retoričke regulacije, Zagreb, AGM, 2008.
- Nacrt filmske genologije, Zagreb, Matica hrvatska, 2010.
- Život izmišljotina. Ogledi o animiranom filmu, Zagreb, HFS, 2012.
- Politikom po kulturi. Polemike (1968-2002), Zagreb, Meandarmedija, 2016.
- Rasprava o popratnoj filmskoj glazbi. Zagreb: Akademija dramske umjetnosti. 2020.
- Tipovi filmskog izlaganja. Prilog teoriji izlaganja. Zagreb: Hrvatski filmski savez. 2021.
- Filmske marginalije. Teorijski eseji s povodom, Zagreb, Besplatne elektroničke knjige, 2024.[6]

## Nagrade
- Nagrada Poleta za esej 1967.
- Nagrada »Sedam sekretara SKOJ-a« za filmsku kritiku, 1969.
- Plaketa Grada Zagreba za knjigu Umijeće filma, 1997.
- Red Danice hrvatske s likom Marka Marulića za posebne zasluge u kulturi, 2003.
- Nagrada Vladimir Vuković za životno djelo Hrvatskog društva filmskih kritičara, 2008.
- Nagrada Kiklop za najbolju esejističku knjigu godine (Narav televizije), 2008.
- Nagrada Vladimir Nazor za životno djelo, 2012.

## Vanjske poveznice
- Hrvatski filmski ljetopis, popis autora
- Hrvoje Turković, Hrvatska znanstvena bibliografija